# Chthonius delmastroi
Espèce
Chthonius delmastroi est une espèce de pseudoscorpions de la famille des Chthoniidae.

## Distribution
Cette espèce est endémique du Piémont en Italie,.

## Description
Le mâle holotype mesure 1,4 mm et la femelle paratype 1,75 mm.

## Étymologie
Cette espèce est nommée en l'honneur de Giovanni Battista Delmastro.

## Publication originale
- Gardini, 2009 : Chthonius (C.) delmastroi n. sp. from western Alps and Piedmont, with redescription of Chthonius (C.) tenuis L. Koch, 1873 and C. (C.) submontanus Beier, 1963 (Pseudoscorpiones Chthoniidae). Rivista Piemontese di Storia Naturale, vol. 30, p. 25-51 (texte intégral).